# Seleção Malgaxe de Futebol
A Seleção Malgaxe de Futebol representa Madagascar nas competições de futebol da FIFA. Ela é filiada à FIFA, CAF e à COSAFA.
Em sua história, nunca disputou Copas do Mundo, e até a classificação inédita para a Copa Africana de Nações de 2019, jamais havia participado de alguma edição da competição. Sua primeira partida oficial foi em 1947, contra a seleção das Ilhas Maurício, que venceu por 2 a 1. A maior vitória dos Barea (como a Seleção é apelidada) veio em 1960, com um 8 a 1 sobre o Congo; já sua maior derrota foi pelo mesmo placar: 7 a 0 a favor das Ilhas Maurício, em 1952, e outro 7 a 0 favorável à República Democrática do Congo (à época, Congo-Léopoldville), em 1965.

## Desempenho em Copas
- 1930 a 1950: Não se inscreveu.
- 1974: Desistiu.
- 1978: Não se inscreveu.
- 1982 a 1986: Não se classificou.
- 1990: Desistiu.
- 1994 a 2018: Não se classificou.

## Desempenho em CAN's
- 1957 a 1972: Não se inscreveu.
- 1974: Não se classificou.
- 1976: Desistiu.
- 1978: Não se inscreveu.
- 1980 a 1988: Não se classificou.
- 1990: Desistiu.
- 1992: Não se classificou.
- 1994: Não se classificou.
- 1996: Desistiu com as Eliminatórias em andamento.
- 1998: Banido pela desistência em 1996.
- 2000 a 2017: Não se classificou.
- 2019: Quartas de Final.

## Records
- Atualizado até 5 de junho de 2022

Jogadores em negrito em atividade pela Seleção Malgaxe.
| #  | Jogador                  | Partidas | Gols | Período na seleção |
| -- | ------------------------ | -------- | ---- | ------------------ |
| 1  | Mamisoa Razafindrakoto   | 63       | 0    | 1998–2011          |
| 2  | Paulin Voavy             | 65       | 14   | 2003–              |
| 3  | Gervais Randrianarisoa   | 51       | 0    | 2005–              |
| 4  | Jimmy Radafison          | 49       | 0    | 2000–2011          |
| 5  | Faneva Imà Andriatsima   | 47       | 14   | 2003–2019          |
| 5  | Lalaina Nomenjanahary    | 47       | 5    | 2006–2021          |
| 5  | Eric-Julien Rakotondrabe | 47       | 0    | 1999–2011          |
| 8  | Njiva Rakotoharimalala   | 46       | 12   | 2014–              |
| 9  | Carolus Andriamatsinoro  | 44       | 11   | 2009–              |
| 10 | Pascal Razakanantenaina  | 41       | 2    | 2003–              |

| # | Jogador                 | Gols | Partidas | Média por jogo | Período na seleção |
| - | ----------------------- | ---- | -------- | -------------- | ------------------ |
| 1 | Faneva Imà Andriatsima  | 14   | 47       | 0.3            | 2005–2019          |
| 1 | Paulin Voavy            | 14   | 65       | 0.22           | 2003–              |
| 3 | Njiva Rakotoharimalala  | 12   | 46       | 0.26           | 2014–              |
| 4 | Harry Randrianaivo      | 11   | 21       | 0.52           | 1990–2003          |
| 4 | Carolus Andriamatsinoro | 11   | 44       | 0.25           | 2009–              |
| 5 | Ruphin Menakely         | 10   | 25       | 0.4            | 1998–2003          |
| 7 | Sarivahy Vombola        | 8    | 31       | 0.26           | 2015–              |
| 7 | Rado Rasoanaivo         | 8    | 40       | 0.2            | 1992–2003          |
| 9 | Praxis Rabemananjara    | 5    | 16       | 0.31           | 2001-2008          |
| 9 | Lalaina Nomenjanahary   | 5    | 47       | 0.11           | 2006–              |

## Treinadores
| - Peter Schnittger (1978–1985) - Vincent Randriamirado (1985) - Maurice Mosa (1992–1993) - Justin Rasoloharimahefa (1994–1996) - Claude Ravelomanantsoa (–2001) - John Bozeman (2001) - Vincent Andianiran (2001) - Vincent Randriamirado (2001) - Jeremia Randriambololona (2001) - Hans Heiniger (2002–2003) - Rodolphe Rakotoarisoa (2003) - Auguste Raux (2003) - Hervé Arsène (2007–2008) | - Mickael Andrianasy (2008) - Gunnar Zittel (2008) - Franz Gerber (2008) - Jeremia Randriambololona (2008) - Jean-Paul Rabier (2010–2011) - Maurice Mosa (2011) - Frank Rajaonarisamba (2011–2012) - Auguste Raux (2012–2014) - Frank Rajaonarisamba (2014–2016) - Auguste Raux (2016–2017) - Nicolas Dupuis (2017–2021) - Éric Rabésandratana (2021–2022) - Nicolas Dupuis (2022–) |